# Anonychomyrma minuta
Anonychomyrma minuta é uma espécie de formiga do gênero Anonychomyrma.